# Lijst van voetbalinterlands Argentinië - Japan (vrouwen)
Deze lijst van voetbalinterlands is een overzicht van alle officiële voetbalinterlands tussen de nationale vrouwenteams van Argentinië en Japan. De landen hebben tot nu toe zeven keer tegen elkaar gespeeld. 

## Wedstrijden
| № | Plaats   | Datum             | Competitie        | Wedstrijd          | Uitslag |
| - | -------- | ----------------- | ----------------- | ------------------ | ------- |
| 1 | Columbus | 20 september 2003 | WK 2003           | Japan − Argentinië | 6 − 0   |
| 2 | Shanghai | 14 september 2007 | WK 2007           | Argentinië − Japan | 0 − 1   |
| 3 | Tokio    | 29 juli 2008      | Vriendschappelijk | Japan − Argentinië | 2 − 0   |
| 4 | Coquimbo | 23 januari 2010   | Vriendschappelijk | Japan − Argentinië | 3 − 0   |
| 5 | Parijs   | 10 juni 2019      | WK 2019           | Argentinië − Japan | 0 − 0   |
| 6 | Fukuoka  | 23 september 2023 | Vriendschappelijk | Japan − Argentinië | 8 − 0   |
| 7 | Ohiraki  | 26 september 2023 | Vriendschappelijk | Japan − Argentinië | 0 − 0   |

## Samenvatting
| Competitie        | Totaal gespeeld | Winst Argentinië | Gelijk | Winst Japan | Doelsaldo Argentinië – Japan |
| ----------------- | --------------- | ---------------- | ------ | ----------- | ---------------------------- |
| WK-eindronde      | 3               | 0                | 1      | 2           | 0 − 7                        |
| Vriendschappelijk | 4               | 0                | 1      | 3           | 0 − 13                       |
| Totaal            | 7               | 0                | 2      | 5           | 0 − 20                       |